# К̄
 (mars 2025).
Motif : wikipédia n'est pas un dictionnaire
- Archive Wikiwix
- Bing
- Cairn
- DuckDuckGo
- E. Universalis
- Gallica
- Google
- G. Books
- G. News
- G. Scholar
- Persée
- Qwant
- (zh) Baidu
- (ru) Yandex
- (wd) trouver des œuvres sur Wikidata

| 1. | Préciser le motif de la pose du bandeau. | Précisez le motif de la pose du bandeau en utilisant la syntaxe suivante : {{admissibilité à vérifier\|date=mars 2025\|motif=remplacez ce texte par le motif}}         |
| 2. | Informer les utilisateurs concernés.     | Pensez à avertir le créateur de l'article, par exemple, en insérant le code ci-dessous sur sa page de discussion : {{subst:avertissement admissibilité à vérifier\|К̄}} |

Ne doit pas être confondu avec la lettre latine k macron (K̄, k̄) ou la lettre copte kappa macron (Ⲕ̄, ⲕ̄).
Cette page contient des caractères spéciaux ou non latins. S’ils s’affichent mal (▯, ?, etc.), consultez la page d’aide Unicode.
Le ka macron (capitale К̄, minuscule к̄) est une lettre de l’alphabet cyrillique qui a été utilisée dans l’écriture des langues altaï au XIXe siècle ou dans l’écriture de l’akhvakh. Elle est composée d’un ka avec un macron.

## Utilisations
Le ka macron a été utilisé dans l’écriture des langues altaï dans l’alphabet de 1845. Il représente un k aspiré devant а, о, у, ы et un k géminé devant les autres voyelles.
En akhvakh, le ka macron est utilisé dans le dictionnaire akhvakh-russe de Magomedova et Abdulaeva.

## Représentation informatique
Le ka macron peut être représenté avec les caractères Unicode suivants (cyrillique, diacritiques) :
| formes    | représentations | chaînes de caractères | points de code | descriptions                                      |
| --------- | --------------- | --------------------- | -------------- | ------------------------------------------------- |
| capitale  | К̄               | К◌̄                    | U+041A U+0304  | lettre majuscule cyrillique ka diacritique macron |
| minuscule | к̄               | к◌̄                    | U+043A U+0304  | lettre minuscule cyrillique ka diacritique macron |